# Nysius rubescens
Nysius rubescens är en insektsart som beskrevs av White 1881. Nysius rubescens ingår i släktet Nysius och familjen fröskinnbaggar. Inga underarter finns listade i Catalogue of Life.